# 云南单室茱萸
云南单室茱萸（学名：Mastixia pentandra sp. chinensis）为山茱萸科单室茱萸属下的一个亚种。